# Alexei Denissowitsch Diki
Alexei Denissowitsch Diki (russisch Алексей Денисович Дикий; * 12. Februarjul. / 24. Februar 1889greg., Jekaterinoslaw, heute Dnipro in der Ukraine; † 1. Oktober 1955 in Moskau) war ein sowjetischer Schauspieler, Theaterdirektor und Regisseur (Nationalität russisch). Bekannt wurde er vor allem als Stalin-Darsteller (mit Akzent des Moskauer Adels), der zeitweise als solcher Micheil Gelowani verdrängte.

## Leben
Alexei Diki zog, als er noch jung war, nach Charkow, wo seine Schwester, eine populäre Schauspielerin ihm half, als Schauspieler unterzukommen. Er begann seine Schauspielerkarriere am Dramatischen Theater Charkow. 1909 zog er nach Moskau, wo er Schauspielstudium bei Konstantin Stanislawski und Wladimir Nemirowitsch-Dantschenko und kam 1910 an das Moskauer Kunsttheater. 1909 begann er als Assistent von I. Uralow. 1910 wurde er am Kunsttheater als Schauspieler verpflichtet. Er bewunderte die Bühnenwerke von Michail Tschechow (Neffe von Anton Tschechow) und wurde dessen Partner auf der Bühne. Diki folgte ihm beim Aufbau des zweiten Moskauer Kunsttheaters MChAT-2, wo er 1922–1928 beschäftigt war.
1928 erhielt Diki eine Einladung nach Tel Aviv, mit der legendären jüdischen, aus Russland emigrierten Theatertruppe HaBima als Direktor zu arbeiten. Diki leitete zwei erfolgreiche Aufführungen für dieses Theater, „Der Oytser/Der Schatz“ von Scholem Alejchem (Premiere am 29. Dezember 1928), das künstlerisch und finanziell sehr erfolgreich wurde und „Die Krone“ von David Calderon (Premiere am 23. Mai 1929). HaBima etablierte sich als jüdisches Nationaltheater und Diki galt international als innovativer Direktor.
1931 gründete sein eigenes Theaterstudio und unterrichtete in einer Schauspielklasse. 1936 wurde er zum Direktor des Bolschoj Dramatiteskij Theater/Großes Dramentheater in Leningrad ernannt. Dort begann seine lebenslange Zusammenarbeit und Freundschaft mit Boris Baboschkin. Im gleichen Jahr begann der Große Terror unter Josef Stalin. 1937 wurde er aufgrund des unzutreffenden Vorwurfs antisowjetischer Aktivitäten verhaftet aufgrund von Intrigen neidischer Schauspielerkollegen. Bis 1941 war er in einem sibirischen Lager inhaftiert.
Nach der Freilassung war er arbeitslos und durfte nicht in Moskau und Leningrad arbeiten. Schließlich arbeitete er während des Zweiten Weltkriegs in der sibirischen Stadt Omsk, bis er 1944 die Rolle Kutusows im Propagandafilm „Kutusow“ erhielt. Für diese Rolle erhielt er den Stalinpreis und durfte in Moskau als Theaterdirektor arbeiten.
In den Rollen als Kutusow oder General Nachimow fiel er Stalin positiv auf und er wünschte sich explizit Diki als Darsteller seiner Person, Diki sprach keinen georgischen Akzent und passte damit in die nationalistische Gesamtkultur der 1940er Jahre. Er stellte Stalin in mehreren Filmen dar, Stalin seinerseits schätzte den brillanten Darsteller Diki. Er ließ ihn durch KGB-Offiziere zu einem kurzen Treffen zu sich in den Kreml bringen und sagte zu ihm, seine Erfahrung im Lager sei für ihn eine notwendige Erfahrung gewesen und dass jeder im Lande Erfahrung als Lagerhäftling oder eines Exilaufenthalts haben müsse.
Sovexportfilm beschreibt seine Stalin-Darstellung als überzeugend, wahrheitsgetreu, majestätisch, ruhig, klar, sicher, herzlich und aufmerksam den Mitkämpfern gegenüber und fehlerlose Schlüsse ziehend. Diki legt seine Rolle anders aus als Micheil Gelowani, er legte beim Sitzen beide Unterarme auf den Bauch (er war von korpulenter Statur) und hielt mit beiden Händen die Pfeife, an der er nur selten rauchte, die dozierende Gestik ist viel weniger ausgeprägt als bei Gelowani, die verschmitzt-kaukasische Mimik fehlt. Die Sprechweise ist todernst mit einer Überartikulierung jeder Silbe. In Tretij Udar wirkt er wie ein Monolith, der durch seine Allwissenheit jede menschliche Individualität verloren hat.
Zu Stalin sagte Diki, er spiele ihn so, wie das Volk ihn sehe, später sagte Diki zu seinen Schülern, er habe Stalin als gefährlichen, furchterregenden und machtgierigen Diktator dargestellt. Stalin schätzte diese Darstellung so sehr, dass er ihn dafür mit dem Stalinpreis auszeichnete. Diki, der die Stalin-Rolle keineswegs angestrebt haben soll, soll auch gesagt haben: „Ich spiele keinen Menschen, sondern ein Granitdenkmal.“
Seine wichtigsten Werke als Regisseur waren Blocha von Nikolai Leskow und Teni / Schatten von Michail Saltykow-Shchedrin, gespielt von Boris Babotschkin. Anscheinend enttäuschte er dennoch, da er wieder von Micheil Gelowani verdrängt wurde. Wie Micheil Gelowani erhielt er wegen seiner Stalin-Darstellungen nach dem Tod des Diktators keine Aufträge mehr.

## Filmografie – Schauspieler
- 1934: Der Aufstand der Fischer (Vosstanye rybakov)
- 1944: Kutusow
- 1946: Admiral Nachimow
- 1946: Der Schwur (Kljutwa)
- 1947: Chirurg Pirogow (Pirogow)
- 1948: Der dritte Schlag (Treti udar)
- 1948: Der wahre Mensch (Powezd o nastojschtschem)
- 1949: Die Schlacht bei Stalingrad (Stalingradskaja bitwa I)
- 1950: Die Schlacht bei Stalingrad (Stalingradskaja bitwa II)
- 1971: Poezd v dalyoki avgust

## Aufführungen – Regisseur (Auswahl)
- Nikolai Leskow, Blocha
- Michail Saltykow-Shchedrin, Teni / Schatten
- Maxim Gorki, Meschane
- Scholem Alejchem, Der Ojzer / Der Schatz
- David Calderon, Die Krone